# Molla Vəli Vidadi
Molla Vəli Vidadi (ur. 1709 w Şəmkir, zm. 1809 w Qazax) – poeta azerski.
Był poddanym króla Gruzji Herakliusza II, w którego pałacu przez pewien czas służył, aż został z nieznanych powodów uwięziony. Po zwolnieniu w
osiadł do Şıxlı, gdzie spędził resztę życia i zmarł. W utworach swych krytykował klasę rządzącą oraz ucisk feudalny. Jego twórczość miała pesymistyczny i realistyczny charakter. Sam Vidadi był pobożnym muzułmaninem, dużo czasu poświęcającym modlitwie.
Prowadził poetycki dialog ze swoim przyjacielem, być może krewnym Mollą Pənahem Vaqifem (1717–1797). Poezja Vidadiego z elementami mistycyzmu przypominała styl aszik – wędrownego trubadura lub barda.